# Cyriaque Griffon
 (décembre 2022).
Cyriaque Griffon est un écrivain français d'origine vendéenne.

## Biographie
Né en Vendée, Cyriaque Griffon est très jeune passionné par l'écriture[réf. souhaitée].
Parallèlement à son métier de professeur d'anglais à Nantes[réf. souhaitée], il publie son premier roman Afrikaners en 2010, un ouvrage largement inspiré de son activité militaire. Après avoir été recruté par les services de renseignement dans la zone sud de l'Océan Indien[source insuffisante], il suit de très près la situation politique de l'Afrique du Sud dans les années 1990, période de la fin de l'apartheid et de l'arrivée de Nelson Mandela à la tête du pays. Afrikaners retrace l'histoire sombre d'une famille de fermiers Afrikaners dans laquelle le fils s'oppose à la vision raciste et suprémaciste de son père.
En 2013, Cyriaque Griffon publie Havana 505, l'histoire vraie d'un jeune playboy cubain Fernando Pruna, qui organisa une contre-révolution pour renverser le tout jeune régime castriste. En 2018, l'ouvrage est publié dans une version espagnole étoffée et Fernando Pruna évoque sa collaboration avec l'auteur   
En 2016 est sorti le troisième ouvrage de Cyriaque Griffon, Mademoiselle Trystram, une biographie de Solange Podell, danseuse, actrice et photographe française qui a côtoyé, inspiré et photographié de nombreux artistes célèbres (Louis Jouvet, Aznavour, Brando, Dali, Wharol, James Brown, Eastwood, Grace Kelly...).
En 2022 paraît Les contes de la gitane (éditions Fauves). L'auteur s'inspire cette fois de la découverte par un membre de sa famille d'un trésor de près de deux mille Louis d'or, dissimulé sous terre lors des guerres de Vendée contre-révolutionnaires en 1793. L'enfouissement de ce trésor mythique fut attribué à l'origine à l'amiral du Chaffault. Cyriaque Griffon construit ainsi une trame mêlant réalité et fiction.

## Publications
Romans
- 2010 : Afrikaners, les secrets de Vryland, Éditions Michalon  (Prix « Écrivain de Vendée » 2010). Dans les années 1990, Cyriaque Griffon fait son service militaire dans les services de renseignements à La Réunion, avec pour missions de suivre l'évolution politique et sociale de l'Afrique du Sud[6]. De là va naître l'idée d'un roman, retraçant l'histoire du pays de l'apartheid jusqu'à la première élection multiraciale, et fortement inspiré de faits réels. Le journal France Soir évoque « un roman familial dans la lignée de Zola »[réf. souhaitée].
- 2013 : Havana 505, éditions Michalon (biographie romanesque d'un jeune contre-révolutionnaire cubain dont le père était avocat du dictateur Fulgencio Batista. De Marilyn Monroe à Jackie Kennedy, en passant par Fidel Castro et Che Guevara, bien des rencontres jalonnèrent la vie mouvementée du jeune contre-révolutionnaire[7]. Deux ans d'écriture furent nécessaires[réf. souhaitée] pour raconter le parcours de Fernando Pruna. Ce n'est qu'après l'écriture du livre et à l'occasion de sa sortie qu'ils se sont rencontrés à Los Angeles et Miami pour la première fois.[réf. souhaitée]
- 2015 : Mademoiselle Trystram, éditions Fauves (biographie de Solange Podell, actrice et danseuse durant la Seconde Guerre mondiale.) Elle fut appelée par Hollywood, elle se retrouvera ensuite à New York. Témoin de l'Occupation nazie et du milieu du cinéma et du music-hall, guerre froide, révolution cubaine, ségrégation raciale aux États-Unis... Autant de contextes dans lesquels elle croise Salvador Dalí, Andy Warhol et bien d'autres... Elle deviendra une amie proche de Marlon Brando durant leurs études de théâtre. Elle finira par devenir la photographe officielle de la Principauté de Monaco à la demande de Grace Kelly.
- 2018 : Havana 505, traduit en espagnol, sort aux États-Unis
- 2021 : Antes del Despues, tome 1 d'une trilogie adaptée de Havana 505 (espagnol)
- 2021 : Before the After (tome 1 de la trilogie Havana 505 en anglais)
- 2022 : Les contes de la gitane, Éditions Fauves : L'auteur tisse un roman en s'inspirant d'un évènement familial hors du commun datant de 1993 avec la découverte d'un trésor mythique, enterré deux ans plus tôt, et que l'on disait attribué à l'Amiral Duchaffault[8].La légende a fait le reste. Après un procès retentissant, le trésor revint à sa famille et est désormais appelé "trésor de Vendée"  [9]

## Distinctions
- 2010 : Prix des Écrivains de Vendée pour Afrikaners[10],[11]